# Sycon barbadense
Sycon barbadense är en svampdjursart som först beskrevs av Schuffner 1877.  Sycon barbadense ingår i släktet Sycon och familjen Sycettidae. Inga underarter finns listade i Catalogue of Life.